# Benvenuto a bordo
Benvenuto a bordo (Bienvenue à bord) è un film del 2011 diretto da Éric Lavaine.
Il film, con protagonista Franck Dubosc, è stato distribuito nelle sale italiane il 15 giugno 2012. È stato girato su Costa Atlantica, nave del gruppo genovese Costa Crociere.

## Trama
Responsabile delle risorse umane in una compagnia di crociere, Isabelle si vendica del suo capo, uomo sposato di cui è stata amante e che l'ha piantata su due piedi, assumendo come animatore Rémy, un disoccupato talmente ingenuo da sembrare un perfetto cretino. A bordo, i suoi comportamenti surreali porteranno all'esasperazione i personaggi più antipatici e al coronamento di una vita più felice per tutti gli altri.